# U.S.D. Ragusa 2014
Unione Sportiva Dilettantistica Ragusa 2014 là một câu lạc bộ bóng đá Ý đến từ Ragusa, Sicily.

## Lịch sử

### U.S. Ragusa
Bóng đá ở Ragusa đến trước khi thành lập đội bóng này, vào năm 1949: kể từ những năm 30, có ít nhất 2 đội FUCI và Junior, người đã chơi tại sân vận động ENAL (được xây dựng vào năm 1928 và khánh thành với trận đấu giữa Ragusa và Rosolini đã kết thúc với tỷ số 2-1 cho Ragusa).
Có những báo cáo trong mùa giải 1940-1941 với một đội mang tên của thành phố và chiến đấu trong Prima Divisione (một cấp dưới Series C).
Trong gần ba mươi năm, US Ragusa đã chơi ở Serie D và Promozione Regionale, nhưng vào năm 1977 đã có bước đột phá: Azzurri giành được Serie D và được thăng hạng Serie C. Trong bốn năm đại diện cho đội trong bán chuyên: mùa đầu tiên đến thứ 17 (bước vào Serie C2), lần thứ hai là 16, 9 ở lần thứ ba và 18 trong mùa giải cuối cùng vào năm 1980..
Ở Serie C2 chỉ trở lại trong mùa 2001-02, với chiến thắng tại Girone I của Serie D. Năm 2003, Ragusa trụ hạng và kết thúc ở vị trí thứ 13 trong nhóm C. Năm 2004 xếp thứ 15 và buộc phải chơi trận play-off, chiến thắng trước Castel di Sangro. Năm 2005 kết thúc mùa giải một lần nữa ở vị trí thứ 15, nhưng lần này đã thua Taranto ở vòng playoffs, và xuống hạng Serie D.
Vào năm 2005, bóng đá, Ragusa đứng ở vị trí thứ chín trong Girone I của Serie D, sau một năm đầy rắc rối.
Vào ngày 12 tháng 7 năm 2007, công ty tuyên bố phá sản do thiếu vốn và các khoản nợ sẽ lên tới 500.000 euro.

### ASD Ragusa Calcio
Sau khi phá sản, đội Pozzallo, đã chơi trong giải vô địch khu vực Promozione, bằng cách giành được danh hiệu Pozzallo Ragusa-Dubrovnik, và chuyển sang chơi các trận đấu tại nhà của mình tại Stadio Aldo Campo di Ragusa. Năm 2008, sự hợp nhất giữa các công ty "-Pozzallo Ragusa" và "Ragusa '90" đã sinh ra đội bóng mới có tên ASD Ragusa Calcio, đội đã chơi trong mùa giải Eccellenza Sicily 2008.

#### Serie D
Trong mùa 2011-12 đội đã được thăng hạng từ Eccellenza Sicily lên Serie D sau 5 năm. Mùa tiếp theo Ragusa kết thúc thứ 15, sau khi đánh bại AC Palazzolo. Vào tháng 1 năm 2014, nó đã bị loại khỏi Serie D sau 20 trận đấu vì từ bỏ chơi bốn trận và sau đó giải thể.

### Tái sinh
Đối với mùa giải1515, câu lạc bộ đã được giới thiệu là USD Ragusa và gia nhập Promozione Sicily.

## Màu sắc và huy hiệu
Màu sắc của nó là xanh và trắng.

## Danh dự

### U.S. Ragusa
Serie D
- Nhà vô địch: 1976–77, 2001–02

### ASD Ragusa Calcio
Eccelenza Sicily
- Vô địch: 2011-12

## Huấn luyện viên đáng chú ý
- liên_kết=|viền Pasquale Marino